# Сінтомі

32°4′8″ пн. ш. 131°29′16″ сх. д. / 32.06889° пн. ш. 131.48778° сх. д.
Сінтомі (яп. 新富町) — містечко в Японії, в повіті Кою префектури Міядзакі.